# Réserve intégrale du Mont Thielsen
La réserve intégrale du Mont Thielsen (anglais : Mount Thielsen Wilderness) est une aire sauvage de 222 km2 située dans l’Oregon au nord-ouest des États-Unis. Créée en 1984, elle s'étend autour du mont Thielsen au sein de la chaîne des Cascades sur le territoire des forêts nationales de Deschutes, Umpqua et Winema,.

## Géographie
L'altitude de l'aire sauvage, située dans la chaine des Cascades, varie de 1 500 m à  2 799 m au niveau du sommet du mont Thielsen. Au sud de l'aire sauvage se trouve le parc national de Crater Lake,.
La réserve naturelle abrite les lacs Lucille et Maidu. Ce dernier lac est la source de la rivière North Umpqua.

## Milieu naturel
La zone est recouverte par de nombreux conifères dont le Pin tordu à basse altitude et la Pruche subalpine en hauteur. Les arbres disparaissent au-dessus d'environ 2 200 m.

## Tourisme
La zone est ouverte au camping, à la marche et à l'escalade. De nombreux sentiers serpentent dans le parc comme le sentier de grande randonnée Pacific Crest Trail,.